# Mechanitis franis
Mechanitis franis är en fjärilsart som beskrevs av Tryon Reakirt 1868. Mechanitis franis ingår i släktet Mechanitis och familjen praktfjärilar. Inga underarter finns listade i Catalogue of Life.